# Martin Živný
Martin Živný (* 20. März 1981 in Brünn, Tschechoslowakei) ist ein tschechischer ehemaliger Fußballspieler auf der Position eines Abwehrspielers.

## Vereinskarriere
Živný begann seine Karriere beim FC Brünn, wo er von 2000 an bis 2006 unter Vertrag stand. Nach Kurzgastspielen auf Leihe beim FK Kunovice und dem FC Vítkovice, kehrte er 2007 nach Brünn zurück und spielte bis 2009 in der höchsten tschechischen Spielklasse eine nicht unwesentliche Rolle im Team des 1. FC.
2009 unterschrieb er einen Vertrag beim SK Austria Kärnten in der österreichischen Bundesliga und kam bis zur Winterpause der Saison 2009/10 zu 16 Einsätzen in der höchsten österreichischen Fußballspielklasse und war daneben noch in zwei Partien des ÖFB-Cups 2009/10 im Einsatz. In all seinen Pflichtspieleinsätzen für die Kärntner blieb er ohne Torerfolg. Nachdem er Ende Januar 2010 von seinem Verein eine Freigabe für einen Vereinswechsel bekam, absolvierte er kurz darauf ein Probetraining beim ungarischen Erstligisten Ferencváros Budapest. Jedoch wurde er nicht, wie sein Teamkollege von Austria Kärnten André Schembri, von den Ungarn in deren Profimannschaft aufgenommen und war seitdem vereinslos. Später wurde er vom rumänischen Erstligisten Dinamo Bukarest verpflichtet.
Živný kam in Bukarest nur einmal zum Einsatz und schloss sich Anfang September 2010 dem österreichischen Zweitligisten TSV Hartberg an. Seit Anfang 2012 spielt er für den FC Slovan Rosice.

## Nationalmannschaft
Živný nahm an der Junioren-Fußballweltmeisterschaft 2001 in Argentinien, neben Spielern wie Petr Čech, Tomáš Hübschman, Jan Polák oder Tomáš Jun, teil. Živný spielte in allen Spielen der Tschechen durch. Die Mannschaft schied im Viertelfinale gegen Paraguay aus. Für die U-21-Nationalmannschaft absolvierte er zwischen 2002 und 2003 neun Spiele.